# 被测器件
被测器件（英語：device under test）或被测装置，又称在测单元或被测部件（unit under test，UUT），常用於表示正处於测试阶段的工业产品。

## 半导体测试
在半导体测试中，DUT表示晶圆或最终封装部件上的特定管芯小片。利用连接系统将封装部件连接到手动或自动测试设备（ATE），ATE会为其施加电源，提供模拟信号，然後测量和估计器件得到的输出，以这种方式测定特定被测器件的好坏。
对於晶圆来说，使用者需要将ATE用一组显微针连接到一个个独立的DUT（晶圆小片）。若晶圆已被切割成小片并封装，可以用ZIF插座（零插拔力插座）将ATE连接到DUT（管壳）上。

## 常规电子测试
更多的情况下，DUT用於表示任何被测电子装置。例如，装配线下线的手机中的每一芯片都会被测试，而手机整机会以同样的方式进行最终的测试，这里的每一部手机都可以被称作DUT。
DUT常以测试针组成的針床測試台连接到ATE。